# Osina (Zębowice)
Osina – część wsi Zębowice w Polsce, położona w województwie opolskim, w powiecie oleskim, w gminie Zębowice.
W latach 1975–1998 Osina administracyjnie należała do ówczesnego województwa opolskiego.